# Вісник Львівського університету. Серія біологічна
«Вісник Львівського університету. Серія біологічна» (ISSN 0206-5657 (Print), ISSN 2075-5236 (Online)) — журнал, що випускається Львівським національним університетом імені Івана Франка з 1962 року. У ньому публікуються статті з актуальних проблем біологічних наук. Видання зареєстровано ВАК України як фахове видання і включено до Thomson Scientific Master Journal List (список ISI).
Головний редактор — доктор біологічних наук, професор В. О. Федоренко, заступник головного редактора — доктор біологічних наук, професор В. В. Манько, відповідальний секретар редколегії — Н. Л. Цимбалюк.
Адреса редколегії — 79005, м. Львів, вул. Грушевського, 4, ЛНУ імені Івана Франка, біологічний факультет.